# Olli Juvonen
Olli R. Juvonen (* 15. Februar 1923 in Turku; † 22. August 2005 in Tempe (Arizona)) war ein finnischer Radrennfahrer und nationaler Meister im Radsport.

## Sportliche Laufbahn
Juvonen war im Straßenradsport aktiv. 1949 gewann er die nationale Meisterschaft im Straßenrennen vor Tyko Pellinen. 1950 konnte er den Titel verteidigen. 1940 und 1941 siegte er im Rennen Porin ajot („Porvoo-Rennen“), 1946 bei Tuusulanjärven ympäriajo („Tuusulanjärvi-Rundfahrt“). 1958 war er bei der Internationalen Friedensfahrt ausgeschieden.